# Poços de Caldas
Poços de Caldas este un oraș în Minas Gerais (MG), Brazilia.